# Суховерська Оксана
Суховерська Оксана (*8 квітня 1891, Жашків Золочівського повіту — 12 січня 1977, Львів) — українська хореографка та громадська діячка, викладачка руханки в середніх школах Львова.

## Біографія
Народилася в сім'ї учителя Степана Федіва. Навчалася в учительському семінарі Українського педагогічного товариства у Львові. Була ученицею Івана Боберського — вчителя фізичної культури, зачинателя українського спортивного руху.
У 1910—1914 рр. студіювала фізичне виховання у Львівському університеті, одночасно мала приватні заняття гри на фортепіяно та закінчувала польську школу ритміки. Згодом доповнювала свою професійну освіту у Відні, Берліні та Празі.
Педагогічну діяльність розпочала у 1915 р., викладаючи в середній школі ім. Б. Грінченка та учительському семінарі сестер Василіянок у Львові. У 1921—1939 рр. була вчителем руханки в гімназіях сестер Василіянок та «Рідної Школи». Вела також позашкільні студії ритміки. Була діяльною опікункою 2-го куреня ім. Марти Борецької.
Після заборони Пласту у 1930 р., продовжуючи патріотично-виховну роботу, організувала в гімназії офіційний спортивний гурток. Була досвідченою педагогинею, постановницею театральних шкільних вистав, ініціяторкою спортивних змагань, прогульок, туристичних мандрівок. Організувала щорічні виступи гімназисток на площі Сокола-Батька. 
Відкрила свою школу ритмічної гімнастики, яка складалася з трьох курсів – дитячого, дорослого та жіночої гіґієнічної гімнастики. У 1924 р. видала підручник «Рухові забави й гри з мелодіями й примівками», у який входили 34 дитячі гри на основі українського фольклору зі схемами й поясненнями. Серед ігор – «Котик і мишка», «Ріпка», «Гарбуз» та інші. Підручник був перевиданий у Канаді та згодом (2007 року) у Львові у видавництві «Свічадо». У 1933 році побачила світ праця «Роля жінки у фізичному вихованні».
Від 1 вересня 1944 р. до 1 жовтня 1958 р. працювала вчителькою ритміки в Державній музичній школі-десятирічці при Львівській консерваторії (зараз ЛССМШ ім. С.Крушельницької). Одночасно керувала танцювальним колективом Будинку народної творчості у Львові.
Померла у Львові, похована на 21 полі Янівського цвинтаря.